# ジュジェンベルク
ジュジェンベルク (スロベニア語=Žužemberk; 発音 [ˈʒuːʒɛmbɛɾk]; ドイツ語: Seisenberg) は、スロベニアの首都リュブリャナの南東に位置する都市である。自治体としてはジュジュンベルク市になる。この地域は歴史的にドレンスカ地方の一部である。現在の行政区域では南東スロベニア地方に含まれる。ジュジュンベルクはカルニオラ地方の南部、クルカ川の左岸に位置し、中世の城郭が大きくそびえている。教区教会は第二次大戦で完全に破壊されたが、近年に再建された。

## 歴史
ローマ人はこの地域を通過する道路を造った。ジュジュンベルクが最初に歴史文書に現れたのは1246年のことである。1399年には市場の権利が認可された。城郭は1000年頃までさかのぼると考えられていて、聖ウルリッヒに捧げられた城の礼拝堂は1046年に建てられた。城郭の周りに形成された村落には交差点があり、住民のほとんどは職人か農民で、生産物を市場で取引していた。

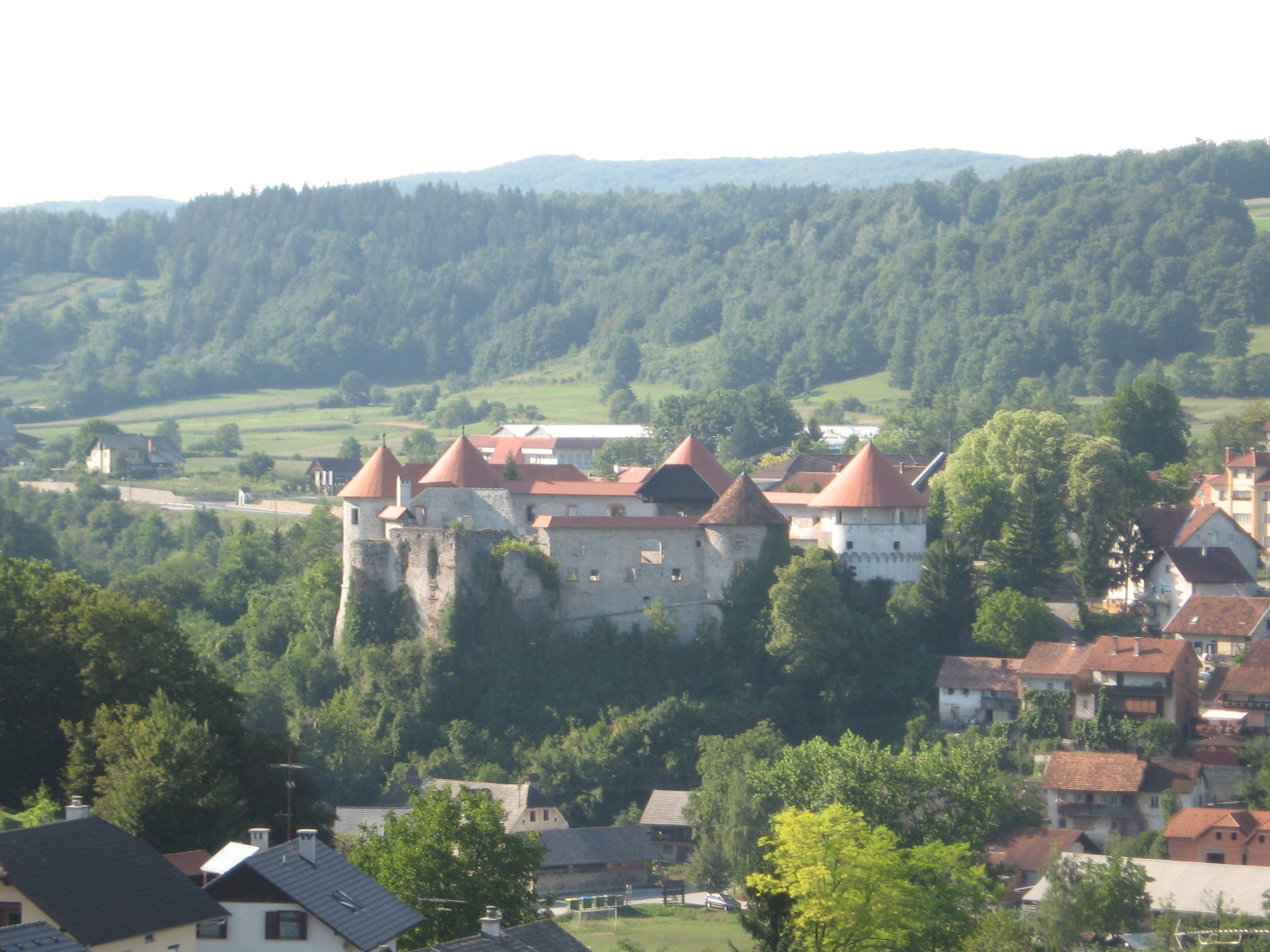
ジュジェンベルク城、アウエスペルグ家の屋敷

1526年から1533年の間、司教のクリストフォルス・ラウバー王子が城郭を補強し、7つの防御塔を追加した。この新しい補強の結果、トゥルジャイから来たジュリイとヴォルフのアウエスペルグ兄弟が1538年に城郭を買い、その後何世紀もの間城郭と町は有数の貴族であるアウエスペルグ家の所有となった。最も尊敬されていた所有者はヨハン・ヴァイハルト・フォン・アウエスペルグで、彼は神聖ローマ皇帝フェルディナンド3世の教育係であると共に、宮廷顧問官およびハプスブルク帝国の最初の大臣で、一族の権利を得て城郭の売買を防いだ。16世紀に町は何度も災禍に襲われた。1559年に、城はゲオルグ・フォン・アウエスペルグの隠し子グレゴールと18人の兵士により征服されたが、これは直ちに鎮圧され、城は当時クロアチア地方の将軍であったヘルバルト・フォン・アウエスペルグ8世の所有に戻り、死んだ兵士の亡骸は森に投げうたれ野生動物の餌食となった。1575年に、ブルド城から来たアナ・フォン・エック伯爵夫人が城の中庭で、飼いならされた熊に殺された 。
次の世紀にかけて町には何人もの重要な貴族が誕生した。ヴォルフ・エンゲルベルトの息子として1557年に生まれたアンドレアス・フォン・アウエスペルグもその一人で、パドヴァでの勉学を終えた後、1593年のトルコの防衛戦での働きによりローマ教皇とハプスブルク皇帝からの勲章を受けた。
1615年には前述のヨハン・ヴァイハルト・フォン・アウエスペルグがジュジェンベルクに生まれた。彼はフェルディナンド3世の教育係を務め、ハプスブルク帝国の最初の大臣で王子となり、1669年に枢機卿となったが、その後故郷へ帰り、その地で1677年に没した。彼の曾孫ヨーゼフ・フランツ・アウエスペルグは、1783年に枢機卿となった。
アウエスペルグ家は著名な製鉄所を町に創業したが、鉄鋼業は経済にとって重要であった。アウエスペルグ家は1763年に溶鉱炉を建てて製鉄所を造り、この地域で広く鉄鋼採掘を行う認可も受けていた。しかし1891年になると、ジュジェンベルクの鉄鋼業は過当競争とコストの上昇に直面し、操業を停止した。製材所と水車も数多く町に作られていて、ジュジェンベルクにはスロベニアで一番古い製紙工場の一つがあった。1775年に、女帝マリア・テレジアはジュジェンベルクの17の製革業者が組合を結成するのを承認し、このことでジュジェンベルクでは革製のズボンやエプロンや酒袋や小麦袋の製造が盛んになり、重要な取引が行われるようになった。城郭は長年刑務所として使用されていたが、1893年にはほとんど使われなくなった。

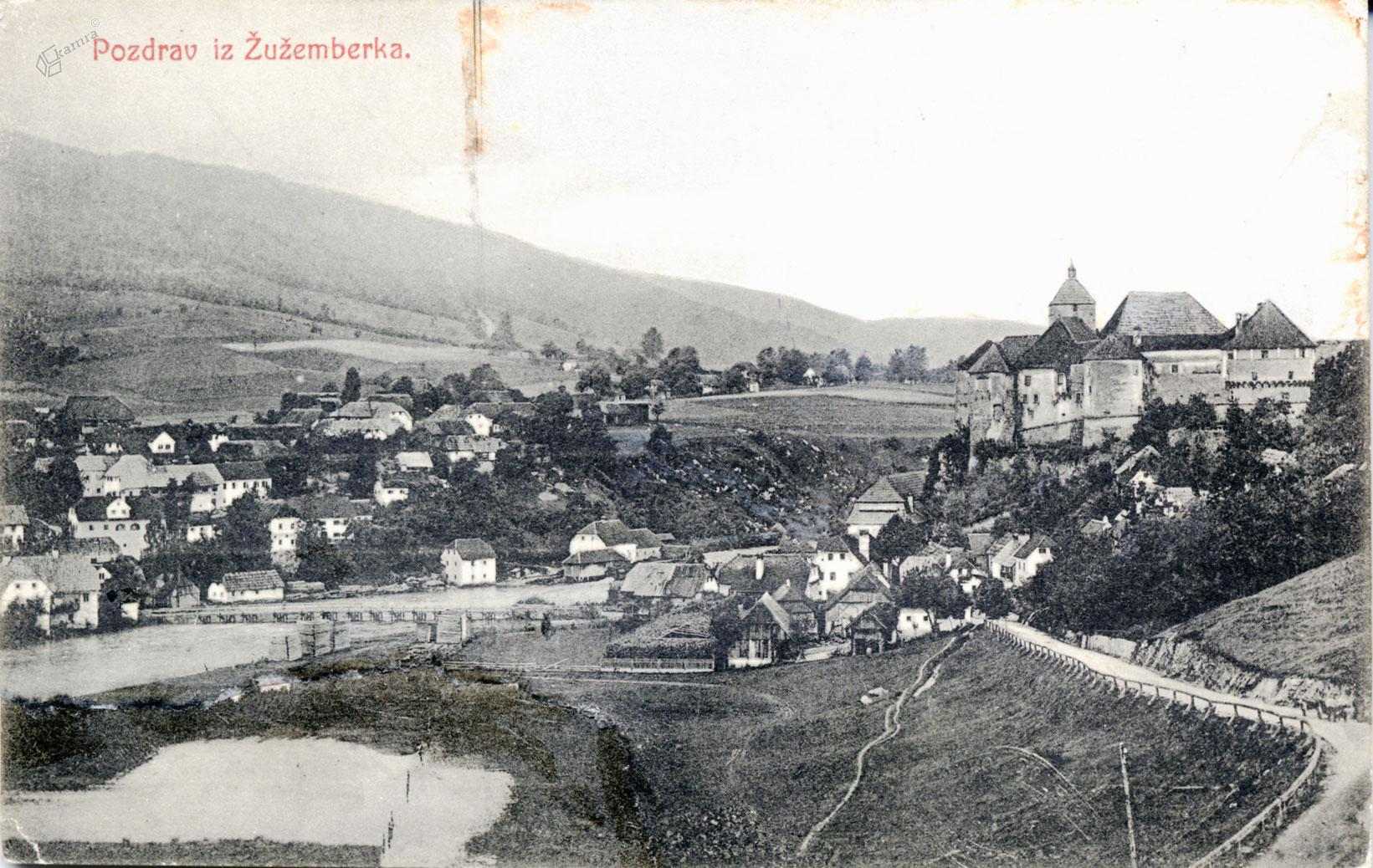
1900年のジュジェンベルク

第二次世界大戦の間、イタリアの軍隊が城に駐留し、ゲリラ兵が火を放った。1945年2月、ジュジェンベルクはドイツの協力者であるスロベニア郷土防衛隊ドモブランツィの拠点となり、連合軍の爆弾に攻撃された。城壁は教会堂も含めてひどく損傷を受けたが破壊は免れ)、1960年代には修復工事が始まった。

## 文化
ジュジェンベルクには卓越した文化遺産があり、市は54の文化財を認定し、そのうち12は国の重要遺跡である。
ジュジェンベルク城はクルカ川の上にそびえる中世の重要な要塞である。夏季には城の中庭で、1997年から観光協会がフェスティバルを開催している。7月15日は市の祝日である。
ジュジェンベルクの聖ニコラス教会は、この地域で現存する最古の教会である。建物は13世紀にゴシック様式で最初に建てられた。注目すべきアダムとイヴ像の一つであるフレスコ画は、14世紀に描かれている。聖アグネス教会は13世紀後半の建造である。聖ヘルマゴラスとフォルトゥナトゥス教会は1769年の建造で、1945年にパルチザンの隊長ペロ・ポピヴォダの命令で焼かれたが、20世紀後半にスロベニアが独立した後、初めて改修された。アチェルヴァ (イヴァンチュナ・ゴリツァ地域) の丘の斜面に沿ったローマ時代の道は1859年まで使われていたが、クルカ渓谷を通る別の道に移された。さらにトゥムラック丘陵 (305メートル) にはいくつかの墓地と第二次大戦の碑がある。碑は彫刻家マルジャン・テピネの作品で、1961年に立てられた。

## 著名な人物
ジュジェンベルク生まれ又は住人の中で著名な人物は次の通り:
- Andreas von Auersperg (1556–1593)、カルニオラの貴族で軍事指導者
- Johann von Auersperg Weikhard (1615–1677)、ミュンスターベルクの公爵、ウィーン裁判所の指揮官および議長
- Ignacij Kleinmayr (1795–1874)、出版者
- Karel Ulepič (1810–1862)、郷土史家、編集者
- Josip Sicherl (1860–1935)、作曲家
- Marica Slavec-Nahtigal (1869–1962)、女優
- Ignacij Fabiani (1882–1953)、作曲家
- Jože Jakša (1895–1954)、テクニカルライター、皮膚科医
- Rozalija Sršen (芸名 Zalla Zarana; 1897–1967)、女優
- Franc Blažič (1897–1972)、作曲家
- Ernest Pehani (1900–1971)、テクニカルライター、電気技師
- Alfonz Inkret (1901–?)、ジャーナリスト、畜産専門家
- Anča Tavčar-Konvalinka (1901–1976)、技術ジャーナリスト、医師
- ヴィンコ・グロボカール (1934-)、作曲家